# Карри, Моник
Моник Полетт Карри (англ. Monique Paulette Currie; род. 25 февраля 1983 года, Вашингтон, Округ Колумбия, США) — американская профессиональная баскетболистка, выступавшая в женской национальной баскетбольной ассоциации. Была выбрана на драфте ВНБА 2006 года в первом раунде под общим третьим номером командой «Шарлотт Стинг». Играла на позиции лёгкого форварда и атакующего защитника.

## Ранние годы
Моник родилась 25 февраля 1983 года в городе Вашингтон, округ Колумбия, в семье Майкла и Гвендолин Карри, у неё есть сестра, Микия, а училась она чуть севернее, в средней школе Буллис, которая находится в городе Потомак (штат Мэриленд), где выступала за местную баскетбольную команду.